# 노길남
노길남(1944년 ~ 2020년 4월 25일)는 대한민국 출신의 언론인으로 미국에서 남북한 관련 언론 <민족통신>을 운영했다.

## 생애
1944년 강원도 강릉에서 태어났다. 1971년에 연세대 행정학과를 졸업하고 2년 뒤인 1973년 미국으로 건너가 텍사스주립대학교 대학원을 졸업했다. <한국일보> 미주지사 기자와 <라디오코리아> 앵커 등을 지냈다. 대학교 재학 시절에 박정희 정권 반대투쟁을 하기도 했던 그는 1980년 광주민중항쟁을 계기로 미국 동포사회에서 한국민주화운동에 나섰다. 1999년 5월 <민족통신>을 창간했고, 조국통일범민족연합 재미본부 위원과 6·15 미주위원회 위원으로도 활동했다.
미 시민권자인 그는 ‘민족통신’ 기자 자격으로 북한을 자주 방문해 고위 관료들과 인터뷰하거나 르포 기사 등을 썼다. 2014년 4월에는 북한 최고상인 ‘김일성상’을 받기도 했다. ‘민족통신’은 노씨가 “2008년 5월 조선민주주의인민공화국에서 사회정치학 박사학위를 받았고, 북부 조국(북조선)을 75차례 방문해 북부 조국 바로 알리기 운동을 전개했다”고 밝혔다. 2020년 4월 25일에 코로나바이러스감염증-19로 사망했으며, 유족으로는 부인 노경숙씨와 딸 진·영씨 등이 있다.